# Pfingstmarkt (Worms)

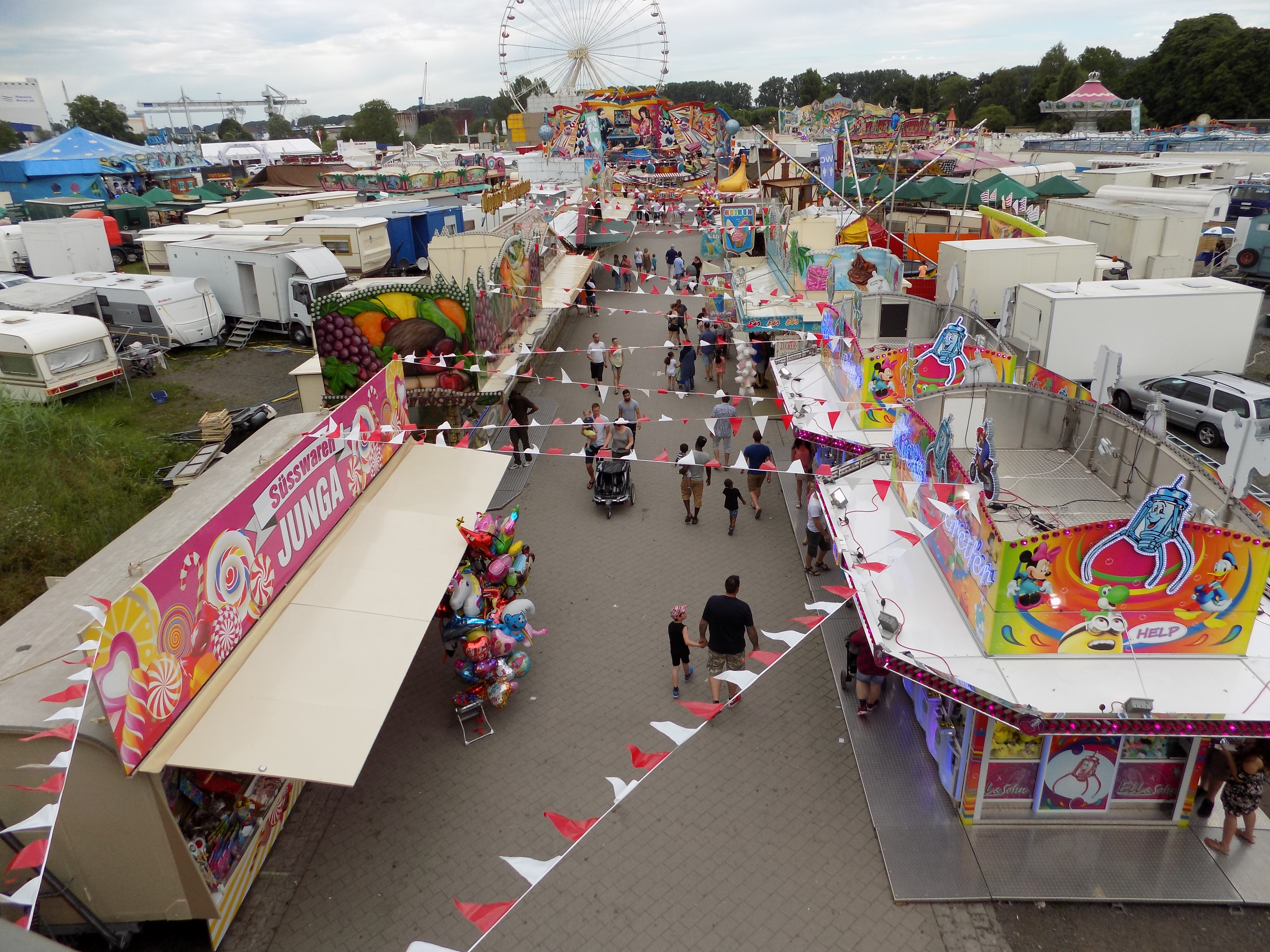
Haupteingang (2017)

Der Pfingstmarkt in der rheinland-pfälzischen Stadt Worms ist ein jährlich stattfindendes Ereignis, das ein Volksfest mit einer Verbrauchermesse kombiniert. Mit jeweils etwa 80.000 Besuchern und 100 Gewerbetreibenden Ausstellern ist die Veranstaltung national und international bekannt.

## Inhalte
Die Messe und Verbraucherschau bietet auf rund 11.000 m² eine Gewerbeausstellung und ein Volksfest. Im eigens dafür vorgesehenen Gewerbebereich sind Zelte für gehobene Ansprüche (Möbel, Haushalt, Lebensmittel, Haussanierung, Renovierung, Instandhaltung etc.) aufgebaut, im Freigelände finden sich vorrangig Lederwaren- und Spielzeugverkäufer. Des Weiteren sind im nicht überdachten Außenbereich verschiedene Kfz-Hersteller mit ihren Fahrzeugen zu finden.
Im Volksfestbereich, der sich auf dem gleichen Gelände befindet, findet sich eine Mischung aus Fahrgeschäften, Lotterien, Schießbuden und Gastronomie. Der Eintritt ist kostenlos. Die Öffnungszeiten des Volksfestes unterscheiden sich zu denen des Gewerbebereiches, der am Abend früher geschlossen wird, jedoch (in Teilen) weiter zugänglich ist.

## Infrastruktur und Verkehrsanbindung
Der Pfingstmarkt befindet sich direkt am Rhein auf dem Festplatz Kisselswiese. Kostenpflichtige Parkmöglichkeiten sind direkt daneben, zu erreichen ist das Gelände über die B9 und die B47.

## Geschichte
Der Wormser Pfingstmarkt geht auf einen Erlass von Kaiser Friedrich II zurück, der bereits im Jahr 1243 der Stadt die Marktrechte verliehen hatte. Fortan durfte die Stadt alljährlich nach Ostern für zwei Wochen einen Jahrmarkt abhalten, zu dem auch Händler zugelassen waren, die nicht aus der Stadt stammten. Im 19. Jahrhundert wurde der inzwischen auf Pfingsten verlegte Handelsmarkt durch einen „Juxmarkt“, also Vergnügungsstände, ergänzt. 1972 wurde erstmals eine Verkaufsausstellung und Musterschau von Wormser Unternehmen durchgeführt. Seit 1982 wird die Ausstellung von wechselnden Messeveranstaltern durchgeführt, die den Pfingstmarkt auch für auswärtige Aussteller öffneten.